# 申鉉燉
申 鉉燉（シン・ヒョンドン、朝鮮語: 신현돈、1903年または1904年4月9日 - 1965年1月5日）は、日本統治時代の朝鮮および大韓民国の医師、政治家。保健社会部長官、無任所長官、内務部長官、初代全羅北道知事、慶尚北道知事、制憲・第5代国会議員などを歴任した。
本貫は平山申氏。号は芝南。キリスト教徒。

## 経歴
慶尚北道安東郡（現・安東市）の旧礼安郡地域出身。大邱公立農林学校、京城医学専門学校卒。京城帝国大学付属病院内科勤務、京畿道立水原医院内科勤務、横城郡公医、京城医学専門病院内科・産婦人科勤務を経て、白白教の発祥地である全羅北道茂朱郡の無医村で保健医として芝南医院を開業し、そこで長く活動した。解放後は大韓独立促成国民会茂朱郡支部委員長、大同青年団茂朱郡団長、警察後援会委員を務めた。1948年の初代総選挙で茂朱郡選挙区から1万55票という絶対的票差で当選したが、在任中の同年9月に李承晩大統領により全羅北道知事に任命されたため、議員職を4か月ほどで辞退した。1960年の4・19革命以後、第5代総選挙で民主党の候補として国会議員に返り咲きしたが、同党の張勉内閣で保健社会部長官、無任所長官、内務部長官を歴任した。そのため、第5代国会議員在任中は内閣のほうで活躍し、事実上議政活動を行うことができなかった。
1965年1月5日、脳溢血により死去。63歳没。

## エピソード
慶尚北道出身のため東南方言を使うが、履歴書の本籍欄はいつも長く医者として活動していた全羅北道茂朱郡と記入した。
第5代国会議員当選時は民主党内の中道派だったが、張勉の粘り強い説得により新派に加わり、1960年8月23日に保健社会部長官に任命された。しかし、まもなく民主党は新旧派の内紛により分裂し、張勉が政局安定化の思惑により旧派5人を入閣させたため、申は就任のわずか20日後の9月12日に無任所長官に転任された。さらにその2か月後の1960年11月、道知事の実務経歴などにより、内務部長官に任命された。なお、申の保健社会部長官の後任は全北道知事時代に因縁をつけてきた羅容均議員である。